# Deuteronomos magnaria
Deuteronomos magnaria är en fjärilsart som beskrevs av Achille Guenée 1858. Deuteronomos magnaria ingår i släktet Deuteronomos och familjen mätare. Inga underarter finns listade i Catalogue of Life.